# Škoda 932
Der Škoda 932 war ein Kleinwagenprototyp des tschechoslowakischen Herstellers. Die in Holz-/Stahlmischkonstruktion gefertigte Stromlinienkarosserie ähnelte der des VW Käfer, der Motor war hinten eingebaut.
Der luftgekühlte, seitengesteuerte Vierzylinder-Viertakt-Boxermotor hatte einen Hubraum von 1498 cm³ und eine Leistung von 30 PS (22 kW).Die Antriebskraft wurde über den Getriebeflansch auf den Motorblock auf die Hinterräder übertragen. Der vorne und hinten gegabelte Skelettrahmen des Wagens bestand aus gepressten Stahlprofilen.
Das Fahrzeug wurde 1932 hergestellt. Es kam nie zu einer Serienfertigung.